# 东广梁站
東廣梁站（：／ Tonggwangryang yŏk */?）是朝鮮民主主義人民共和國南浦市温泉郡的一個鐵路車站，属于平南线。

## 历史
- 1938年7月8日：开始使用[1]。

## 邻近车站
平南线
新寧里站 - 東廣梁站 - 西廣梁站